# ギリ・シャリル
ギリ・シャリル（Gili Sharir 1999年11月22日- ）はイスラエル出身の柔道選手。階級は63kg級。

## 経歴
2017年のヨーロッパジュニア63kg級で2位になると、U23ヨーロッパ選手権では3位だった。2018年のグランプリ・フフホトでは2位になった。2021年7月に日本武道館で開催された東京オリンピックでは初戦でオーストラリアのカタリナ・ヘッカーに敗れた。東京オリンピック混合団体では1階級上の70kg級に出場すると、準々決勝のフランス戦でマルゴー・ピノに一本勝ちするなどして3－3のタイにまで持ち込むも、代表戦でピノに一本負けしてチームは敗れるが、その後の敗者復活戦を勝ち上がって3位になった。
IJF世界ランキングは1986ポイント獲得で20位(23/11/6現在)。

## 主な戦績
- 2017年 - ヨーロッパジュニア　2位
- 2017年 - U23ヨーロッパ選手権　3位
- 2018年 - グランプリ・フフホト　2位
- 2021年 - グランドスラム・テルアビブ　5位
- 2021年 - 東京オリンピック混合団体　3位
- 2022年 -　ヨーロッパ選手権　3位
- 2022年 -　グランドスラム・ウランバートル 2位
- 2022年 -　グランドスラム・アブダビ　3位
- 2022年 -　ワールドマスターズ 3位
- 2023年 -　グランドスラム・パリ　優勝
- 2023年 -　グランドスラム・ウランバートル　3位
- 2023年 -　グランドスラム・バクー　3位
- 2023年 -　ヨーロッパ選手権　3位

(出典)　